# Huánuco
Huánuco – miasto w Peru, stolica regionu Huánuco. Miasto w 1998 roku liczyło 129 688 mieszkańców.
Huánuco założone zostało 15 sierpnia 1539 roku.
W mieście rozwinął się przemysł spożywczy oraz włókienniczy.